# Subcapitalização

Do ponto de vista tributário, a subcapitalização surge quando uma empresa é aparentemente financiada por meio de capital de terceiros, quando na verdade está sendo financiada com capital próprio.
Nessa situação, há uma desproporção entre o valor do capital próprio da entidade e o valor de sua dívida decorrente de empréstimos com pessoas vinculadas e sediadas no exterior.
A finalidade do uso dessa prática é reduzir a carga tributária da empresa, tendo em vista que os juros pagos por empréstimos são dedutíveis da base de cálculo do IRPJ e da CSLL.
No Brasil, as normas que tratam dos casos de subcapitalização são a Lei nº 12.249/2010 e a Instrução Normativa RFB nº 1.154/2011.